# 蘇維埃茨卡亞區 (羅斯托夫州)
49°00′29″N 42°07′13″E / 49.00806°N 42.12028°E
蘇維埃茨卡亞區（俄语：Советский район），是俄羅斯的一個區，位於該國西南部，由羅斯托夫州負責管轄，始建於1990年，面積1,200平方公里，2013年人口6,556，人口密度每平方公里5.5人。